# Jacques Brel 67
Jacques Brel 67 è il nono album in studio del cantautore belga Jacques Brel, pubblicato nel 1967.

## Tracce
1. Mon enfance
2. Le cheval
3. Mon père disait
4. La... la... la...
5. Les cœurs tendres
6. Fils de...
7. Les bonbons 67
8. La chanson des vieux amants
9. À jeun
10. Le gaz